# Zatoka Bahrajnu
Zatoka Bahrajnu (arab. ‏خليج البحرين‎) – zatoka wyróżniana w ramach Zatoki Perskiej, pomiędzy Bahrajnem, Katarem i Arabią Saudyjską. W zatoce leży archipelag wysp, na których leży Bahrajn.